# Phân thớ khung
Bản mẫu:Chuyên ngànhTrong toán học, phân thớ khung là một phân thớ chính F(E) gắn liền với một phân thớ véc-tơ E. Thớ của F(E) tại một điểm x là tập hợp tất cả các cơ sở được sắp thứ tự (cũng gọi là khung) của Ex. Nhóm tuyến tính tổng quát tác động một cách tự nhiên lên F(E) thông qua phép đổi cơ sở, cảm sinh cho phân thớ khung một cấu trúc GL(k,R)-phân thớ chính (trong đó k là là hạng của E).
Phân thớ khung của một đa tạp trơn là phân thớ khung gắn với phân thớ tiếp tuyến của đa tạp trơn đó.

## Định nghĩa và xây dựng
Đặt E → X là một phân thớ vectơ thực hạng k trên một không gian tôpô X. Một khung tại một điểm x ∈ X là một cơ sở được sắp thứ tự của không gian vectơ Ex. Một cách tương đương, một khung có thể được xem như là một đẳng cấu tuyến tính
{\displaystyle p:\mathbf {R} ^{k}\to E_{x}.}
Tập hợp tất cả các khung tại x, ký hiệu là Fx, có một tác động phải tự nhiên của nhóm tuyến tính tổng quát GL (k,R): một phần tử g ∈ GL(k,R) tác động vào khung p thông qua phép hợp để tạo ra một khung mới
{\displaystyle p\circ g:\mathbf {R} ^{k}\to E_{x}.}
Tác động này của GL(k,R) lên Fx là tự do và truyền ứng. Fx có tô pô đồng phôi với GL(k,R) mặc dù nó không có cấu trúc nhóm. Không gian Fx được gọi là một GL(k,R)-torsor hay một GL(k,R)-không gian thuần nhất chính.
Phân thớ khung của E, ký hiệu là F(E) hoặc FGL(E), là hợp rời của tất cả các Fx:
{\displaystyle \mathrm {F} (E)=\coprod _{x\in X}F_{x}.}
Mỗi điểm của F(E) là một cặp (x,p) với x là một điểm trong X và p là một khung tại x. Có một phép chiếu tự nhiên π:F(E) → X gửi (x,p) đến x.
Phân thớ khung F(E) có thể được cung cấp một cấu trúc tô pô tự nhiên như sau. Đặt (Ui,φi) là một tầm thường hóa địa phương của E. Khi đó với mỗi x ∈ Ui, ta có một đẳng cấu tuyến tính φ i, x: E x → R k. Dữ liệu này xác định một song ánh
{\displaystyle \psi _{i}:\pi ^{-1}(U_{i})\to U_{i}\times \mathrm {GL} (k,\mathbf {R} )}
với
{\displaystyle \psi _{i}(x,p)=(x,\varphi _{i,x}\circ p).}
Mỗi π−1(Ui) có thể được cung cấp cấu trúc tô pô như là không gian tô pô con của Ui×GL(k,R). F(E) được trang bị cấu trúc tô pô cảm sinh.